# Habitats solidaires
 (juillet 2023).
Si vous disposez d'ouvrages ou d'articles de référence ou si vous connaissez des sites web de qualité traitant du thème abordé ici, merci de compléter l'article en donnant les références utiles à sa vérifiabilité et en les liant à la section « Notes et références ».
Habitats Solidaires est une Société coopérative d'intérêt collectif (SCIC) à capital variable qui œuvre dans le logement social.

## Historique
Habitats Solidaires a été créée en janvier 2003 par quatre associations actives, depuis plus de dix ans, en Île-de-France, dans la résolution du «mal logement» et du «mal vivre ensemble» : Pour Loger, Solidarités nouvelles pour le logement, Bail pour Tous et Médiation Sociale Immobilière.
Ces quatre associations, impliquées dans la maîtrise d’ouvrage d’insertion, la gestion locative sociale, les actions de relogement, la lutte contre l’habitat indigne, ont été accompagnées dans cette démarche par des acteurs de l’économie solidaire (Garrigue, Club Cigales) et des personnes physiques solidaires.
Le statut de Société coopérative d'intérêt collectif a été choisie pour associer à son développement investisseurs solidaires privés individuels ou structurés, investisseurs institutionnels et collectivités territoriales.

### Agréments
Habitats Solidaires est agréée « Entreprise solidaire d'utilité sociale » par la préfecture de Seine-Saint-Denis.
Elle a reçu, le 24 mars 2011, l’agrément relatif à la maîtrise d’ouvrage par le ministère de l’Écologie, du Développement durable, des Transports et du Logement (agrément des organismes exerçant des activités en faveur du logement et de l’hébergement des personnes défavorisées).
La société est labellisée Finansol qui garantit la solidarité et la transparence de l'épargne investie en parts sociales.

## Les objectifs
Habitats Solidaires a pour objet l’amélioration des conditions d’insertion par l’habitat de personnes et familles exclues de l’accès au logement pour des raisons économiques et sociales en région Île-de-France.
Son action s’articule, outre la maîtrise d’ouvrage très sociale de petites opérations, autour d’axes qu’aucune des structures fondatrices ne promeut :
- la maîtrise d’ouvrage sur projet associatif,
- l’intervention sur les copropriétés dégradées, sur le principe de portage de lots, notamment en accompagnement de plans de sauvegarde,
- l’innovation sous ses aspects très sociaux et coopératifs en matière d’organisation de l’habitat, notamment en favorisant la création de réseaux ou groupes d’acteurs,
- la recherche de synergies sociales et financières dans la gestion et la mise en œuvre des projets.

Habitats Solidaires est membre de la Fapil.

## Exemples de réalisations
- Bobigny, la Chrysalide, centre d'accueil mère-enfant avec Asmae - Association Sœur Emmanuelle : Un centre d'accueil mère-enfant avec logement et crêche à Bobigny accueillant 19 jeunes mères en situation de détresse, réalisé avec la collaboration de la SCI ESIS[3] sous forme de bail emphytéotique de 65 ans avec option de rachat à 20 ans.
- Ivry-sur-Seine, petits immeubles avec Emmaüs Liberté : Deux immeubles de 5 et 6 logements à Ivry-sur-Seine avec le soutien de la commune et un partenariat pour la réservation de logements par la communauté voisine d’Emmaüs Liberté.
- Clichy-sous-Bois, participation au redressement de copropriétés : Plus de vingt logements achetés à Clichy-sous-Bois, en portage de lots avec une implication très forte au niveau associatif local et au sein de la société coopérative de chauffage urbain.
- Orly, un village temporaire d'accueil : Un village auto-construit par des familles Roms. Comment faciliter l’intégration de familles Roms par le logement.